# Katja Jazbec
Katja Jazbec (Sebenje, 8 gennaio 1988) è un'ex sciatrice alpina slovena.

## Biografia
Attiva in gare FIS dal novembre del 2003, la Jazbec ha esordito in Coppa Europa il 2 dicembre 2004 a Åre in slalom speciale (44ª) e in Coppa del Mondo il 29 dicembre 2007 a Lienz nella medesima specialità, senza completare la prova. In Coppa del Mondo ha ottenuto il miglior piazzamento il 10 gennaio 2010 a Haus in supergigante (52ª) e ha preso per l'ultima volta il via il 22 gennaio 2012 a Kranjska Gora in slalom speciale, senza completare la prova. Si è ritirata durante la stagione 2012-2013 e la sua ultima gara è stata uno slalom gigante citizen disputato il 9 gennaio a Kranjska Gora, chiuso dalla Jazbec al 16º posto; in carriera non ha preso parte a rassegne olimpiche o iridate.

## Palmarès

### Coppa Europa
- Miglior piazzamento in classifica generale: 25ª nel 2008

### Campionati sloveni
- 6 medaglie:
  - 1 oro (slalom speciale nel 2007)
  - 2 argenti (slalom gigante nel 2007; slalom gigante nel 2011)
  - 3 bronzi (supergigante, slalom gigante nel 2008; slalom speciale nel 2011)